# Effet Lenard
L'effet Lenard, également connu sous le nom d'effet balloélectrique, ou effet cascade, désigne une production d'électricité émanant de l'éclaboussement de liquides à l'interface avec un milieu gazeux, observable à l'état naturel dans les cascades, les éclaboussures de cours d'eau ou les chutes de pluie.

## Description
Lorsque des gouttes d'eau se brisent sur une surface d'eau, ou à la surface d'un solide humide, alors une charge électrique positive apparait dans l'eau, tandis qu'une charge électrique négative apparait dans l'air environnant.
L'effet se manifeste également, mais en quantité variable et parfois avec une inversion des charges, pour d'autres liquides que l'eau (à condition qu'ils soient polaires) et d'autres gaz que l'air,.

## Historique

### AuXIXesiècle
Parmi les premiers scientifiques modernes à étudier le sujet, Michael Faraday en 1832, inspiré par l'invention de la machine à vapeur, s'est intéressé aux charges électriques de gouttes d'eau circulant dans l'air. En 1887, Julius Elster (en) et Hans Geitel (en) (qui inventeront la cellule photoélectrique cinq ans plus tard) étudient les conséquences électriques de l'impact de gouttelettes d'eau sur des plaques métalliques et constatent que la température de la plaque de métal influe sur le signe de la charge des gouttes d'eau après impact.
En 1892, Philipp Lenard publie un traité complet sur l'« électricité produite par les cascades ». C'est lui qui introduit le terme d'« effet cascade » (Wasserfalleffekt en allemand). Grâce aux expériences menées en laboratoire ainsi qu'aux hypothèses avancées par l'auteur, ce traité a permis de beaucoup faire avancer ce sujet d'étude,,,. Ce sera en hommage à cette contribution, et aux suivantes qu'il fera à ce sujet, que l'effet sera régulièrement nommé l'effet Lenard. Dans ce traité, Lenard montre qu'après l'impact de gouttes d'eau distillée sur une plaque humide, les gouttes deviennent chargées positivement, tandis que l'air autour de l'impact devient chargé négativement. Les charges électriques n'apparaissent qu'après l'impact : Lenard en déduit une relation de causalité. Il montre également que l'effet est fortement diminué en utilisant des gouttes d'eau du robinet à la place de l'eau distillée.
Lenard formule également l'hypothèse que l'atmosphère dans laquelle a lieu l'expérience a une influence sur les résultats.
En 1894, Joseph John Thomson confirme et complète les découvertes de Lenard. Il montre par exemple qu'une goutte d'eau se charge positivement dans de l'hydrogène, négativement dans de l'air et pas du tout dans de la vapeur d'eau.
En 1895, Lord Kelvin, Magnus Maclean et Alexander Galt montrent que lorsque des bulles d'air circulent dans de l'eau, celle-ci se charge électriquement. Ils émettent l'hypothèse que la cause à l'origine de ce qu'ils observent est la même que celle à l'origine des effets observés par Lenard et Thomson.

### AuXXesiècle
En 1913, Christiansen introduit les termes d'« effet balloélectrique » et de « balloélectricité » (Balloelektrizität en allemand) pour désigner le même effet. Le préfixe « ballo » fait référence au latin ballista qui renvoie à la notion de propulsion et de choc nécessaire à l'apparition de l'effet.
En 1915, Lenard publie un second traité où il critique les hypothèses qu'il a lui-même formulées et complète les travaux antérieurs. Ce traité sera lui aussi reconnu comme étant une contribution majeure dans ce domaine,.
L'identification de l'effet cascade a été une contribution majeure dans la recherche sur les phénomènes électriques dans l'atmosphère terrestre. Ainsi, il est envisagé pour expliquer : l'apparition d'une charge de surface négative sur la terre, les variations de charge de la pluie ou encore l'origine des orages. Plus tard, le rôle de cet effet dans ces phénomènes sera nuancé (il n'en est pas forcément la cause principale) mais il en reste un des acteurs.
L'effet sera ensuite principalement étudié dans des revues de météorologie à la fois pour en chercher les causes, les conséquences et d'éventuelles applications.

## Mécanismes
Bien que l'effet Lenard soit étudié depuis plus d'un siècle, il a été difficile avant le milieu du XXe siècle d'avoir des relevés d'ionisation précis en raison de l'absence d'instruments de mesure. Aussi, les expériences à ce sujet ont principalement été menées en laboratoire, et n'ont pas encore permis de clairement expliquer les mécanismes intervenant dans des situations réelles comme pour la pluie, les chutes d'eau ou les vagues. Cela est principalement dû à la difficulté de faire des mesures dans ces conditions. Ainsi, il a fallu attendre 2006 pour récolter les premières données sur de la pluie ou dans une cascade naturelle.
Les premières explications remontent à Lenard, qui a d'abord suspecté la présence d'« électricité de contact » à la frontière entre le liquide et l'air, répartie en deux couches : une négative et une positive. Une rupture de la surface à l'interface provoquerait la séparation de ces deux couches, renvoyant les charges soit dans le liquide, soit dans l'atmosphère environnante. Quelques années plus tard, cette hypothèse sera invalidée par Lenard lui-même et d'autres chercheurs,. Il n'existe par ailleurs pas d'électricité de friction entre l'eau et l'air, puisque de l'eau circulant librement dans l'air ne génère pas d'électrisation.
Il sera ensuite évoqué la possibilité que l'effet soit dû à un transfert d'électrons à l'interface entre le liquide et le gaz. Il n'y a, à ce jour, pas encore de consensus sur les mécanismes exacts à l'œuvre pour expliquer cet effet.

## Applications
Bien que l'effet Lenard soit avéré, les charges générées ne sont pas suffisantes pour imaginer des applications techniques. Différents appareils de physiothérapie exploitent ce phénomène pour ioniser négativement de l'air afin de traiter certains symptômes avec un succès variable, mais des méta analyses ne trouvent aucun effet sur l'humeur ni sur les fonctions respiratoires.